# Seis Naciones Femenino 2002
El Seis Naciones Femenino 2002 fue la séptima edición del principal torneo de rugby femenino europeo.
La principal novedad del torneo fue la reincorporación de Irlanda al torneo, quedando con el formato de Seis Naciones al igual que su similar masculino.

## Participantes
- Escocia
- España
- Francia
- Gales
- Inglaterra
- Irlanda

## Clasificación
| Pos. | País       | Partidos | Partidos | Partidos  | Partidos | Anotación | Anotación | Anotación  | Puntos |
| Pos. | País       | Jugados  | Ganados  | Empatados | Perdidos | A favor   | En contra | Diferencia | Puntos |
| ---- | ---------- | -------- | -------- | --------- | -------- | --------- | --------- | ---------- | ------ |
| 1    | Francia    | 5        | 5        | 0         | 0        | 134       | 29        | +105       | 10     |
| 2    | Inglaterra | 5        | 4        | 0         | 1        | 223       | 30        | +193       | 8      |
| 3    | Escocia    | 5        | 3        | 0         | 2        | 91        | 83        | +8         | 6      |
| 4    | España     | 5        | 2        | 0         | 3        | 56        | 110       | -154       | 4      |
| 5    | Gales      | 5        | 1        | 0         | 4        | 16        | 116       | -100       | 2      |
| 6    | Irlanda    | 5        | 0        | 0         | 5        | 11        | 159       | -148       | 0      |

## Resultados
| 2 de febrero | Francia | 24 - 0 | España |  |  |

| 3 de febrero | Irlanda | 5 - 13 | Gales |  |  |

| 3 de febrero | Escocia | 8 - 35 | Inglaterra |  |  |

| 15 de febrero | Gales | 0 - 20 | Francia |  |  |

| 16 de febrero | España | 14 - 17 | Escocia |  |  |

| 17 de febrero | Inglaterra | 79 - 0 | Irlanda |  |  |

| 1 de marzo | Francia | 22 - 17 | Inglaterra |  |  |

| 2 de marzo | Irlanda | 0 - 13 | Escocia |  |  |

| 2 de marzo | España | 20 - 0 | Gales |  |  |

| 23 de marzo | Inglaterra | 40 - 0 | Gales |  |  |

| 24 de marzo | Escocia | 12 - 22 | Francia |  |  |

| 25 de marzo | Irlanda | 6 - 8 | España |  |  |

| 5 de abril | Francia | 46 - 0 | Irlanda |  |  |

| 7 de abril | España | 14 - 53 | Inglaterra |  |  |

| 7 de abril | Gales | 3 - 31 | Escocia |  |  |

| Bandera de Francia |
| Campeón Francia    |
| Primer título      |